# Sulęcin (województwo dolnośląskie)
Sulęcin (niem. Saulwitz) – mała (98 mieszkańców w 2022) wieś widlicowa w Polsce położona w województwie dolnośląskim, w powiecie wrocławskim, w gminie Siechnice. Tworzy sołectwo razem z osiedlem Szostakowice. Leży na wysokości 128 m n.p.m.

## Nazwa
W księdze łacińskiej Liber fundationis episcopatus Vratislaviensis (pol. Księga uposażeń biskupstwa wrocławskiego) spisanej za czasów biskupa Henryka z Wierzbna w latach 1295–1305 miejscowość wymieniona jest w zlatynizownej staropolskiej formie Sulenczino. Niemiecką nazwę Saulwitz po raz pierwszy odnotowano w 1783 r.
W spisie miejscowości Śląska wydanym w 1830 roku we Wrocławiu przez Johanna Knie występuje pod polską nazwą Solencin, oraz niemiecką Saulwitz podobnie w spisie Adamiego z 1888 r.

## Historia
Wykopaliska archeologiczne odkryły ślady:
- osady neolitycznej (4200–1900 p.n.e.)
- cmentarzyska szkieletowego kultury unietyckiej (1900–1450 p.n.e.)
- osady z epoki brązu (1300-650 p.n.e.)
- cmentarzyska ciałopalnego kultury łużyckiej (1300–650 p.n.e.)
- cmentarzyska kultury lateńskiej (400 p.n.e.–400 n.e.)
- osady i grobu ciałopalnego kultury przeworskiej (400 p.n.e.–375 n.e.)
- osady wczesnośredniowiecznej

W 1477 osada stanowiła własność wrocławskich kanoników regularnych z wyspy Piasek. W 1783 stanowiła dobra parafii wrocławskiego kościoła farnego św. Marii Magdaleny. 
Od reformy administracyjnej państwa pruskiego w 1816 należał do powiatu oławskiego rejencji wrocławskiej należącej do prowincji śląskiej. 
W 1928 został połączony administracyjnie z sąsiednim  Rohrau (tj. Grodziszów). 
Na terenie wsi skupisko polodowcowych eratyków, głazów narzutowych z granitu, gnejsów i granitognejsów. Największy z głazów został przetransportowany w 1923 roku z wyrobiska na wrocławskim Tarnogaju i do 1945 roku stanowił pomnik mieszkańców wsi poległych w czasie I wojny światowej. Wraz z mniejszymi głazami od 1964 jest pomnikiem przyrody. W ich sąsiedztwie znajduje się drugi pomnik (od 2017) stara lipa drobnolistna.
Po II wojnie światowej i wysiedleniu niemieckiej ludności – z wyjątkiem jednej śląsko-niemieckiej rodziny – zasiedlona polskimi przesiedleńcami z Podola (wieś Białoskórka) i Wołynia z powiatu kiwereckiego. 
W latach 1975–1998 miejscowość położona była w województwie wrocławskim.